# Saeima
Ne doit pas être confondu avec Seimas.
14e législature (en)
Maison de la Noble Corporation de Livonie
La Saeima — de son nom complet : Latvijas Republikas Saeima (en français : Diète de la république de Lettonie) — est le parlement monocaméral de la république de Lettonie.
Installée à Riga dans la maison de la Noble Corporation de Livonie, elle est élue pour quatre ans au scrutin proportionnel. Elle exerce le pouvoir législatif, vote le budget, investit et contrôle le gouvernement, et élit le président de la République.

## Siège
Le siège de la Saeima est situé dans le vieux Riga. Il a été construit entre 1863 et 1867 pour l'Ordre des chevaliers du Vidzeme par deux architectes dont Jānis Baumanis, premier architecte letton ayant suivi un cursus académique. Son architecture est un mélange de style florentin et de style Louis XVI.
Après avoir servi pour le Conseil du peuple et l'Assemblée constituante, il devint propriété du parlement en 1920. À la suite de l'incendie du 17 octobre 1921 qui ravagea une partie du bâtiment dont la pièce où se réunissaient les députés, le bâtiment fut réhabilité selon les plans d'Eižens Laube dans une optique d'adaptation au nouvel usage.
Il servit de cabinet aux services du président après le coup d'État de 1934 puis sera le siège du Soviet suprême de la République socialiste soviétique de Lettonie. Sous l'occupation allemande durent la seconde Guerre mondiale, les SS y établirent leurs quartiers généraux de l'Est et un département de police. Ces deux occupants sont à l'origine de la destruction ou du vol d'une grande partie du patrimoine historique du bâtiment.

## Fonctionnement et composition

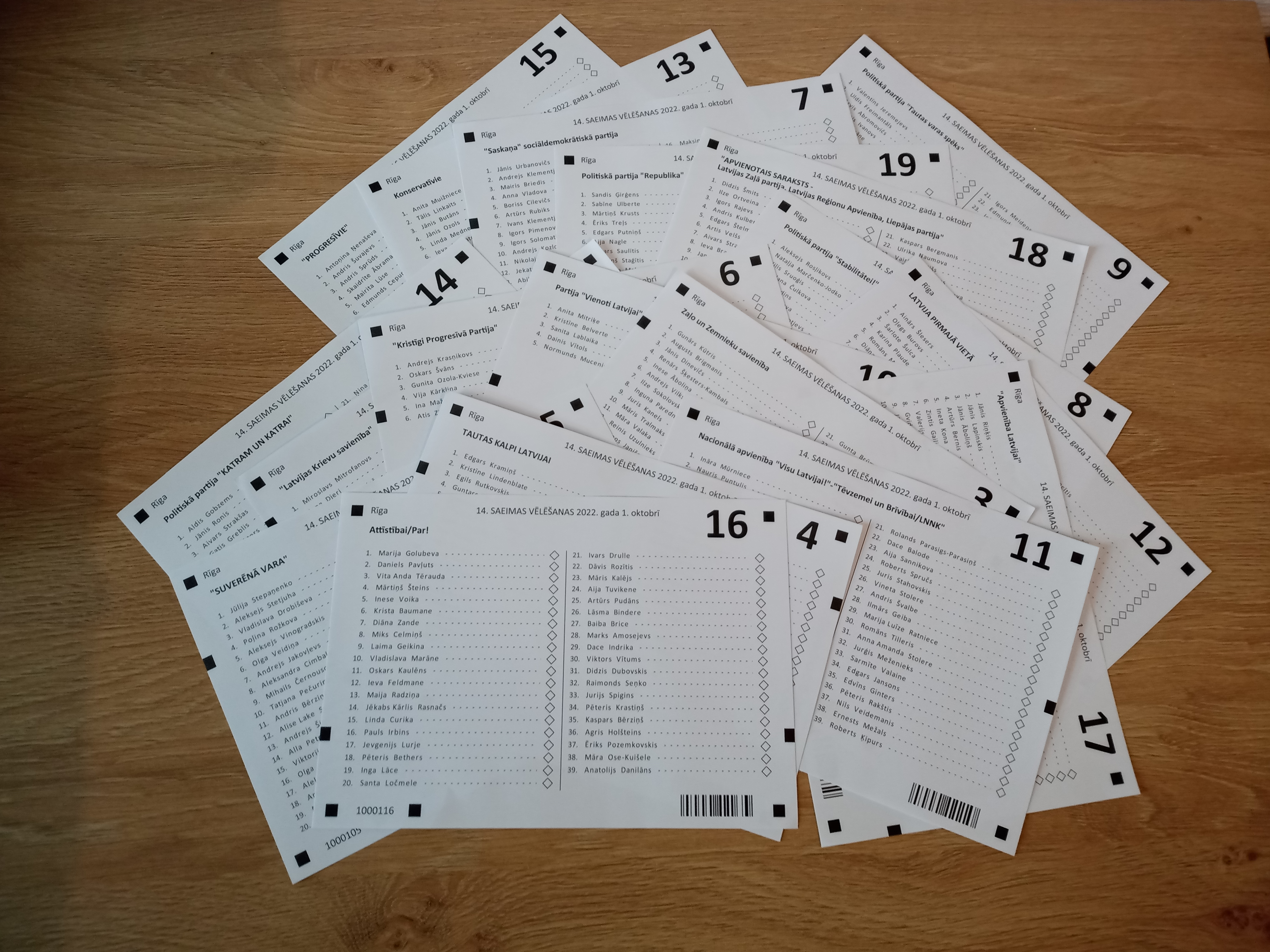
Exemple de bulletins de vote, utilisés lors des élections législatives de 2022

La Saeima est composée de 100 sièges pourvus au scrutin proportionnel de liste dans cinq circonscriptions plurinominales correspondant aux régions lettonnes. Ces régions — Vidzeme, Latgale, Courlande, Zemgale et la capitale Riga qui englobe également les votes des lettons de l'étranger — sont pourvus de 12 à 36 sièges en fonction de leur population. Le scrutin a lieu avec listes ouvertes et la possibilité pour les électeurs d'exprimer un vote préférentiel positif ou négatif envers un ou plusieurs candidats. Les résultats en voix sont répartis en sièges à l'aide de la méthode de St. Lagüe à toutes les listes ayant dépassé le seuil électoral de 5 %,.
Les élections ont lieu habituellement tous les quatre ans, le premier samedi d'octobre, sauf en cas de dissolution par le président de la Lettonie entrainant des élections anticipées. Depuis la déclaration d'indépendance de 1991 et la création de la seconde République, il y a eu 8 scrutins en 1993, 1995, 1998, 2002, 2006, 2010, 2014 et 2018.
Tous les citoyens lettons (sans regard sur la nationalité) qui ont atteint 18 ans peuvent voter. Les élections ont lieu dans les 5 circonscriptions électorales : Riga, Vidzeme, Latgale, Zemgale et Kurzeme ainsi que dans les pays étrangers où vivent un nombre substantiel de citoyens lettons. Ils sont alors comptés dans la circonscription de Riga.
Les bureaux de vote sont ouverts de 8 à 22 h.
N'importe quel parti, légalement enregistré, peut se porter candidat. N'importe quel citoyen letton de plus de 21 ans peut se présenter.

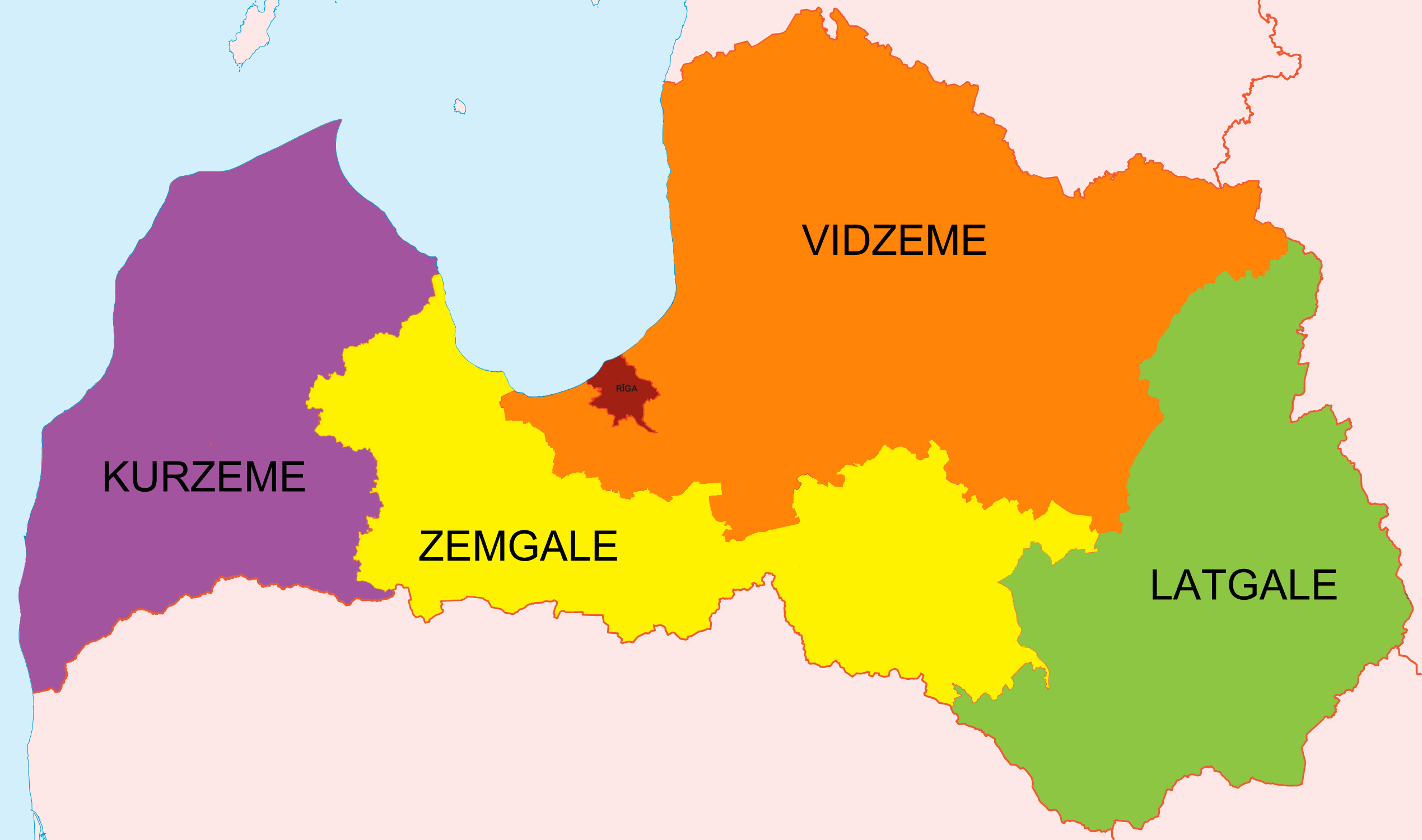
Circonscriptions électorales lettonnes.

La Commission électorale centrale a déterminé le nombre de députés de chaque circonscription comme suit (VIIIe législature) :
- 28 sièges pour Riga ;
- 26 sièges pour le Vidzeme ;
- 17 sièges pour le Latgale ;
- 15 sièges pour le Zemgale ;
- 14 sièges pour le Kurzeme (Courlande).

Pour la IXe, un siège a été retiré au Latgale (Sud-Est) et rajouté à Rīga
- Riga : 29
- Vidzeme : 26
- Latgale : 16
- Zemgales : 15
- Kurzemes : 14

D'autre part, le parlement subit une grave crise de confiance de la part de la population. Un sondage de septembre 2006 démontre que 66 % de la population ne croit pas dans la Saeima.

## Histoire

### Le Conseil du peuple (Tautas padome) de 1918 à 1920
Le 17 novembre 1918, un conseil fut formé par 40 personnes représentant les différents partis du pays ainsi que les pouvoirs du Latgale, sous la présidence de Jānis Čakste. C'était une sorte d'assemblée pré-constituante qui dès le lendemain proclama l'indépendance du pays. La situation du pays ne permettait pas vraiment des élections à ce moment-là.
Les 40 sièges de départ furent vite portés à 183 mais les historiens s'accordent à dire qu'ils étaient plus de 245 à siéger au cours des 57 séances. Il y avait 22 comités.
Ce conseil créa un cadre qui permit les élections et mit en place un système scolaire, monétaire et législatif sur la citoyenneté.
Il fut dissous le 30 avril 1920 pour faire place à l'Assemblée constituante.

### L'Assemblée constituante (Satversmes sapulce) de 1920 à 1922
Élue lors du scrutin des 17 et 18 avril 1920, elle prit ses fonctions le 1er mai suivant. Le taux de participation avait été de 84,9 % et sur les 57 listes, 16 furent représentées pour un total de 150 députés dont 5 femmes.
Cette assemblée établit les bases de l'État (satversme) ainsi qu'une loi sur la réforme agraire et la constitution d'un parlement. C'est un total de 205 lois et 297 réglementations ayant force de lois qui furent prises lors des 213 sessions plénières qui se sont tenues jusqu'au 7 novembre 1922.
Comme pour le Conseil du peuple, la présidence fut exercée par Jānis Čakste.

### La première Saeima (Pirmā saeima) de 1922 à 1925
Le travail législatif entamé par l'Assemblée constituante fut continué par la première Saeima.
Suivant la législation alors en vigueur, la Saeima comptait 100 députés élus au suffrage universel direct, proportionnel et secret pour une durée de 3 ans.
Les élections se sont tenues les 7 et 8 octobre 1922 avec un taux de participation de 82,2 %. Il était plus faible que le précédent mais cela était dû au fait que la base des électeurs avait été considérablement élargie. 88 listes furent présentées et 46 obtinrent des sièges.
Les députés étaient à 84 % lettons, 62 % avaient une éducation supérieure et 22 % secondaire, les autres avaient suivi des études de professorat ou s'étaient arrêtés au primaire.
Le nombre de comités fut ramené à 20 contre 21 pour l'Assemblée constituante et les principales lignes de travail portèrent sur l'organisation des cabinets ministériels et sur les associations, qu'elles soient politiques ou non. Il y eut 214 sessions plénières pour 343 projets de loi discutés.
Le premier président fut Frīdrihs Vesmanis qui fut remplacé le 20 mars 1925 par Pauls Kalniņš.
Parmi les députés on retrouve Kārlis Skalbe, Jānis Vesmanis, Alberts Kviesis et le futur président de la République de Lettonie Kārlis Ulmanis.
Le Parti social-démocrate du travail letton arrive en tête par le nombre de députés élus (30).

### IIeSaeima de 1925 à 1928
Les élections eurent lieu les 3 et 4 octobre 1925 avec un taux de participation de 74,9 %. 48 des 141 listes obtinrent des sièges.
Le pourcentage de Lettons demeura le même alors que celui de ceux ayant suivi une éducation supérieure recula.
Le nombre de comités avait été fixé à 27 mais fut finalement de 20 comme pour la première. Il y eut 214 sessions plénières au cours desquelles furent débattus 335 projets de loi. La Saeima s'orienta principalement sur les questions économiques et sociales.
Pauls Kalniņš en demeura le président.

### IIIeSaeima de 1928 à 1931
Les élections eurent lieu les 6 et 7 octobre 1928 avec un taux de participation de 79,3 % ce qui fut considérable puisque le nombre de votants était passé de 838 800 environ à 937 908. Le nombre de listes fut ramené à 120 grâce à une loi imposant un dépôt de 1 000 lats remboursés en cas d'élection d'au moins un des candidats. 54 listes obtinrent au moins un siège.
La Saeima comptait 4 Lettons de moins que les précédentes assemblées.
Le président ne changea pas pour ces 223 sessions plénières lors desquelles furent débattus 344 projets de loi.

### IVeSaeima de 1931 à 1934
Les députés furent issus d'élections qui se déroulèrent les 3 et 4 octobre 1931. Le nombre de listes fut porté à 103 dont 57 obtinrent au moins un siège.
Cette Saeima comportait 83 Lettons.
Kalniņš en fut de nouveau le président mais le nombre de comités fut baissé à 18 alors que 25 groupes parlementaires virent le jour. 312 projets de loi furent débattus lors des 185 sessions plénières.
La quatrième Saeima fut dissoute le 15 mai 1934 à la suite du coup d'État de Kārlis Ulmanis qui attribua les fonctions du parlement aux ministres.
C'est lors de cette élection qu'est élue la première femme, Berta Pīpiņa.

### Conseil suprême de la République de Lettonie de 1990 à 1993
Le 18 mars 1990, pour la première fois depuis le début de l'occupation soviétique, les gens avaient le droit de voter pour des partis de toutes tendances. Le taux de participation était de 81,25 % pour un total de 1 593 019 inscrits.
Sur les 201 membres élus, dont 185 avaient suivi des études supérieures, on comptait 138 Lettons et seulement 9 femmes.
Lors de 389 session plénières, un total de 404 lois ont été adoptées. Elles ont remis en place le système de 1937 et institué un processus de privatisation. D'autre part, la loi constitutionnelle sur les droits et les devoirs du citoyen a été mise en vigueur.
Ce Conseil suprême organisa la transition entre la période soviétique et le recouvrement de l'indépendance. Son président n'était autre qu'Anatolijs Gorbunovs, ancien président du Soviet suprême de la République socialiste soviétique de Lettonie.

### VeSaeima de 1993 à 1995
Les élections de la cinquième Saeima se sont tenues les 3 et 4 juin 1993, en accord avec la loi du 20 octobre 1992 qui modifiait celle de 1922.
Le nombre de députés, désormais fixé à un total de 100, comprenait 15 femmes. Les députés étaient répartis en 15 comités et 8 puis 9 groupes parlementaires.
Elle s'est réunie lors de 137 sessions plénières au cours desquelles 839 projets ont été débattus. Elle adopta les lois sur la citoyenneté, sur la corruption, amenda les lois constitutionnelles et celle de 1925 sur la composition du cabinet ministériel. Elle amorça d'autre part la réforme portant sur le gouvernement local et ratifia l'acte de retrait des troupes russes.
Son président était Anatolijs Gorbunovs.

### VIeSaeima de 1995 à 1998
Les élections se sont déroulées les 30 septembre et 1er octobre 1995 avec un taux de participation de 71,9 % et 955 392 votants.
Le nombre de députés étaient de 100 dont 15 femmes. Les députés étaient répartis en 16 comités et 9 groupes parlementaires dont la composition changea fréquemment dû au « jeu des chaises musicales ».
Elle s'est réunie lors de 197 sessions plénières au cours desquelles 1 335 projets ont été débattus. Parmi ceux-ci, deux lois sur les élections portant le mandat des députés à 4 ans et ramenant à un jour la tenue des élections. D'autre part, ont été ajoutées une loi sur les droits fondamentaux et une sur le recours à procédure de droit civil.
Elle est présidée par Ilga Kreituse puis Alfrēds Čepānis en novembre 1996.

### VIIeSaeima de 1998 à 2002

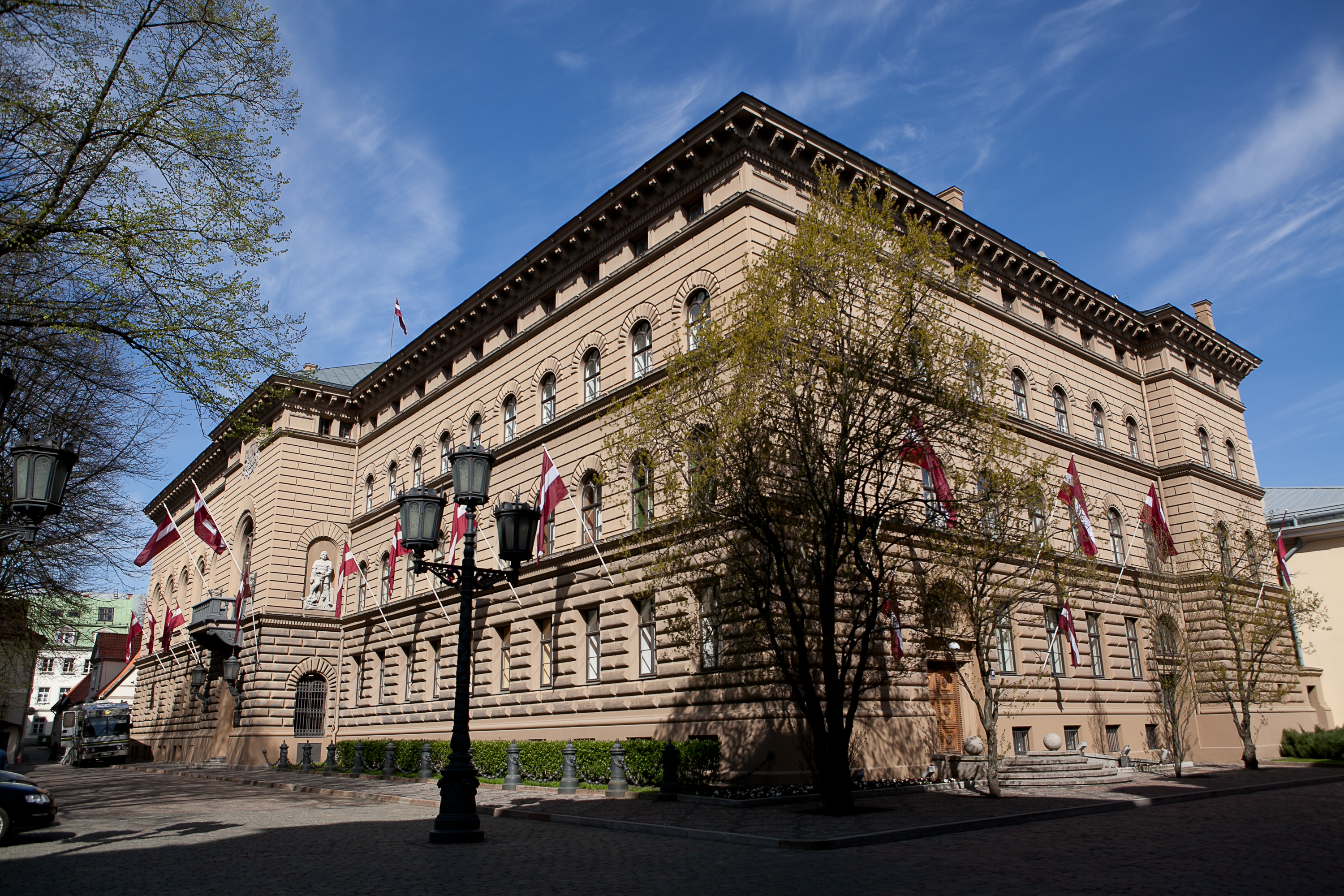
Maison de la Noble Corporation de Livonie, siège de la Saeima à Riga.

Pour la première fois dans l'histoire de la Lettonie, les élections se sont déroulées sur un seul jour, le 3 octobre 1998. Le taux de participation n'en a pas souffert puisqu'il s'est maintenu à 71,9 % pour 944 667 votants.
17 députés étaient des femmes, 84 des Lettons et 94 ont fait des études supérieures. Ils se divisaient en seulement 6 groupes parlementaires mais 16 comités et 14 sous-comités.
Elle s'est réunie pour débattre de 1 442 projets pour adopter un total de 917 lois. Les plus importantes sont l'amendement de la loi constitutionnelle, du code de procédure criminelle, du fonctionnement des administrations ainsi que la loi sur les documents électroniques et celle sur le commerce.
Elle était présidée par Jānis Straume.

### VIIIeSaeima de 2002 à 2006

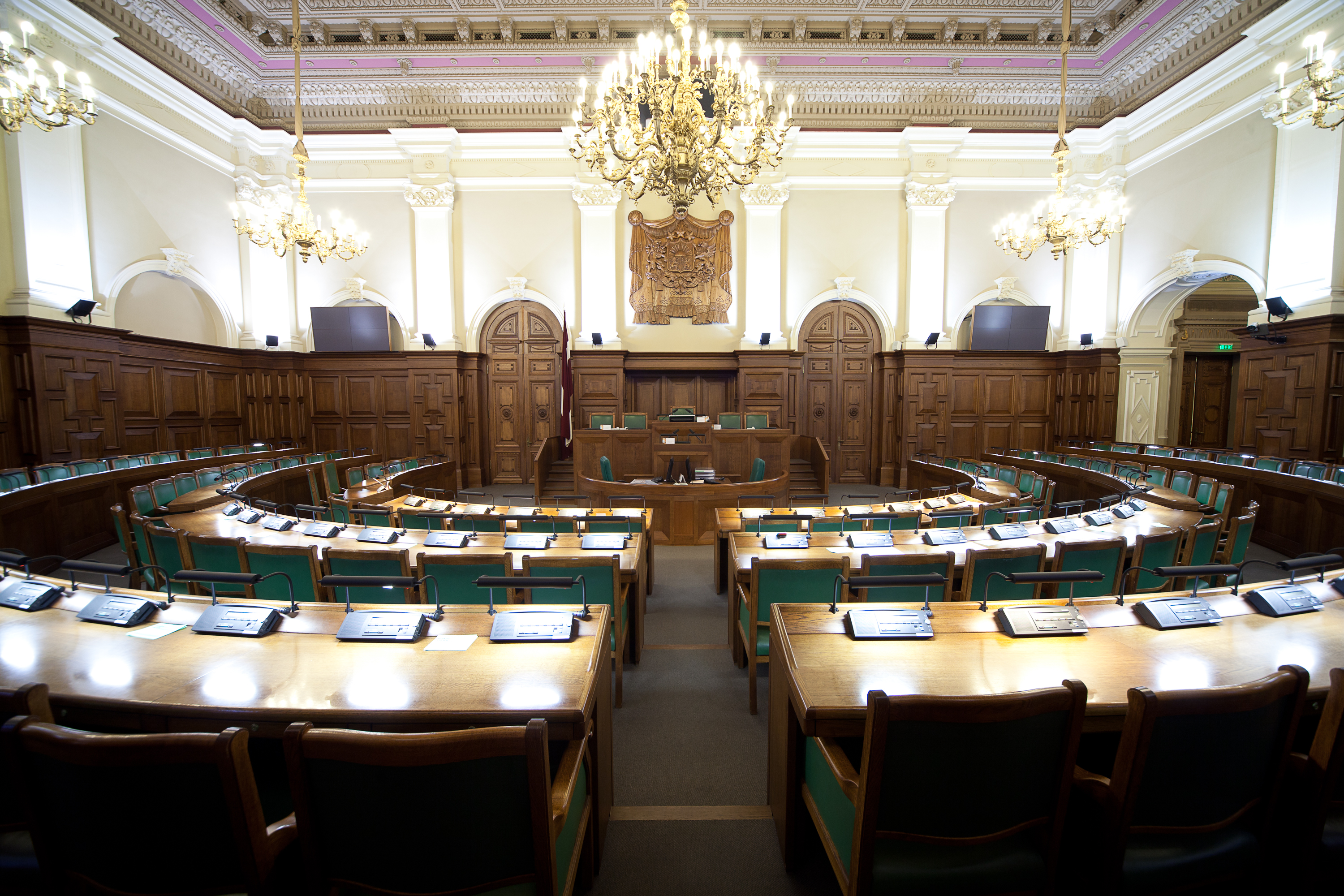
Hémicycle de la Saeima.

Les élections se sont déroulées le 5 octobre 2002 avec un taux de participation de 71,51 %. 7 490 personnes ont voté à l'étranger.
Six partis ont obtenu plus des 5 % permettant d'obtenir un siège et il y avait six groupes parlementaires. De plus, l'Assemblée était divisée en 17 comités.
Sa présidente était Ingrīda Ūdre.
Composition
- Nouvelle Ère – 26 députés
- Pour les droits de l'homme dans une Lettonie unie – 25
- Parti populaire – 20
- Union des verts et des paysans – 12
- Premier Parti de Lettonie – 10
- Pour la patrie et la liberté – 7

Partis avec moins de 5 % des voix (voix et %) :
- Latvijas ceļš « Voie lettonne » 48 430 — 4,9
- Parti social-démocrate du travail letton 39 837 — 4.0
- Latgales Gaisma 15 948 — 1.6
- « Sociāldemokrātu savienība - SDS » 15 162 — 1.5
- Sociāldemokrātiskā Labklājības partija 13 234 — 1.3
- « Politiskā apvienība "Centrs" » 5 819 — 0.6
- Parti russe (« Krievu partija ») 4 724 — 0.5
- Latviešu partija 3 919 — 0.4
- Latvijas Atdzimšanas partija 2 558 — 0.3
- « Brīvības partija » 2 075 — 0.2
- Māras zeme 1 446 — 0.2
- Partija « Mūsu zeme » 1 349 — 0.1
- « Progresīvā CENTRISKĀ partija » 1 229 — 0.1
- « Latvijas Apvienotā Republikāņu partija » 826 — 0.1